# Ołeksij Repa
Ołeksij Serhijowycz Repa (ukr. Олексій Сергійович Репа; ur. 1 sierpnia 1989) – ukraiński piłkarz, grający na pozycji pomocnika.

## Kariera piłkarska

### Kariera klubowa
Wychowanek Zmina-Obołoń Kijów oraz DJuSSz-15 w Kijowie, barwy których bronił w juniorskich mistrzostwach Ukrainy (DJuFL). W 2008 rozpoczął karierę piłkarską w drużynie rezerw Arsenału Kijów. Potem występował w rezerwowych drużynach Obołoni Kijów i Krywbasa Krzywy Róg.

### Kariera reprezentacyjna
Występował w studenckiej reprezentacji Ukrainy. Wcześniej bronił barw juniorskiej reprezentacji Ukrainy.

## Sukcesy i odznaczenia

### Sukcesy reprezentacyjne
- mistrz Uniwersjady: 2009

### Odznaczenia
- nagrodzony tytułem Mistrza Sportu Klasy Międzynarodowej: 2009